# 天仁
天仁（1108年9月9日~1110年7月31日）是日本的年號之一。使用這個年號的天皇是鳥羽天皇，由白河上皇實施院政。

## 改元
- 嘉承三年八月三日（1108年9月9日）改元天仁。

- 天仁三年七月十三日（1110年7月31日）改元天永。

## 出處
- 《昭明文選·詩丙·卷二十四贈答二·潘安仁為賈謐作贈陸機》：「大晉統天，仁風遐揚。」

## 紀年、西曆、干支對照表
| 天仁 | 元年   | 二年   | 三年   |
| 公元 | 1108年 | 1109年 | 1110年 |
| 干支 | 戊子   | 己丑   | 庚寅   |